# Cyrille Tollo
Cyrille Tollo est un haut fonctionnaire camerounais. Il est conseiller technique au ministère des sports.

## Biographie

### Enfance, éducation et débuts
Eloi Cyrille Tollo est titulaire d'un doctorat en archéologie.

### Carrière
Cyrille Tollo travaille à la société Le Bus. En 2013, il est conseiller du directeur général de la Camair Co.
Cyrille Tollo est conseiller technique au ministère des sports,,. Le 28 mai 2024, il conduit une délégation qui accompagne  Marc Brys et son staff,,,,,, à une convocation de la Fécafoot. La réunion ne se déroule pas et alimente un bras de fer entre Narcisse Mouelle Kombi, ministre des sports et Samuel Eto'o, président de la Fecafoot, au sujet du choix de l'entraineur des lions indomptables et de son staff[réf. nécessaire].
Cyrille Tollo est auteur de plusieurs ouvrages.

## Affaire Minsep - Fecafoot
Le 28 mai 2024, se produit une altercation au siège de la Fecafoot entre Samuel Eto'o et Cyrille Tollo. Ce dernier, porteur d'instructions de son ministre de tutelle sur la validité de l'unique staff des lions nommé par l'administration camerounaise, est expulsé du siège de la fédération.
Après l'altercation, le comité exécutif de la Fecafoot nomme un staff par intérim en vue des échéances sportives des lions indomptables de début juin 2024. Martin Ntoungou Mpile est le sélectionneur désigné par la Fécafoot. Le 29 mai 2024, le lendemain, le ministre Narcisse Mouelle Kombi affecte le préparateur physique du staff nommé la veille, Narcisse Tinkeu Nguimgou, en service à l'INJS, à Moloundou, au sud est du Cameroun.